# Pipile cujubi
La pava cuyubí o pava garganta roja (Pipile cujubi) es una especie de ave galliforme de la familia Cracidae, que se encuentra en Brasil y Bolivia.

## Hábitat
Vive en la Amazonia, tanto en el bosque de galería, como en tierra firme y en zonas inundables con abundantes palmas Mauritia.

## Descripción
Mide entre 69 y 76 cm de longitud y pesa entre 1,10 y 1,30 kg. Su plumaje es principalmente negro, aunque su píleo, penacho eréctil, nuca, algunas plumas coberteras de las alas a la altura de los hombros y la parte superior de la punta de la cola son blancos. Tiene una carúncula blanca alrededor de los ojos, que son negros. Su pico es blanco en la base y negro en la punta, que está curvada hacia abajo. Presenta barba de piel desnuda roja.
La subespecie P. c. nattereri presenta el penacho y la nuca grisáceos.

## Alimentación
Se alimenta de frutos y flores, tanto en las copas de los árboles como en el suelo donde busca el alimento en pareja o en grupos hasta de 30 individuos.